# Milt Buckner
Brent Milton Buckner (St. Louis, 10 luglio 1915 – Chicago, 27 luglio 1977) è stato un pianista statunitense.
Fu principalmente pianista jazz  ma anche organista. Rimasto orfano in tenera età, studiò il pianoforte con uno zio di Detroit.

## Biografia
Milt iniziò la sua carriera con la McKinney's Cotton Pickers. Suonò poi nell'orchestra di Jimmy Raschel. Nel 1941, entrò a far parte della Lionel Hampton Big Band, dove divenne il pianista e arrangiatore. Scrisse la maggior parte degli arrangiamenti dei più famosi pezzi di Lionel Hampton ("Hamp di Boogie Woogie", "Million Dollar Smile",...). Gli piaceva anche dire, con l'umorismo che lo caratterizzava: "Hamp aveva i soldi, io gli applausi". Alla fine degli anni quaranta lasciò la Lionel Hampton Big Band per formarne una sua, con la quale registrò alcuni pezzi per l'etichetta MGM.
Milt Buckner fu il creatore della tecnica "block chords" (o "locked hand") ripresa da molti pianisti (George Shearing, Oscar Peterson ...). Questa tecnica si adattava perfettamente alla Lionel Hampton Orchestra: faceva parte della migliore tradizione di riff "calorosi" e preparava a emozionanti momenti di entusiasmo e ritmo musicale. Una "leggenda" dice che Milt Buckner scoprì questa tecnica perché aveva le mani troppo piccole. Questa versione però sembra poco plausibile, infatti Milt aveva le mani di dimensioni normali e avrebbe potuto suonare a intervalli di decima sulla tastiera.
Milt Buckner effettuò parecchie tournée in Europa dalla metà degli anni sessanta soprattutto con Jo Jones, uno dei più grandi batteristi della storia del jazz, e registrò molti dischi per l'etichetta Black & Blue.
Morì il 27 luglio 1977 a Chicago (Illinois, USA) all'età di 62 anni.

## Discografia
- Vibe Boogie (al piano, con L. Hampton, 1945)
- Chord a rebop (idem, 1946)
- Coun't basement (all'organo, 1956)
- Mighty high (all'organo, 1959)
- Please Mr Organ player (1960)
- Play Chords (al piano, 1966)
- Slam, Milt and Jo (al piano, 1971)
- Buck and Jo (all'organo, 1971 & 1972)
- Illinois Jacquet with Milt and Jo (1974)
- Green Onions (con Roy Gaines alla chitarra, 1975)